# Liste des députés de la 72e législature (Danemark)
Cet article dresse, par ordre alphabétique, la liste des 179 députés de la 72e législature du Danemark, qui s'ouvre à la suite des élections législatives du 1er novembre 2022.

## Groupes parlementaires
| Groupe politique                    | Groupe politique                    | Députés |
| ----------------------------------- | ----------------------------------- | ------- |
|                                     | Social-démocratie                   | 50      |
|                                     | Venstre                             | 23      |
|                                     | Démocrates danois                   | 16      |
|                                     | Parti populaire socialiste          | 15      |
|                                     | Alliance libérale                   | 15      |
|                                     | Modérés                             | 12      |
|                                     | Parti populaire conservateur        | 10      |
|                                     | Liste de l'unité                    | 9       |
|                                     | Parti populaire danois              | 7       |
|                                     | Parti social-libéral                | 6       |
|                                     | L'Alternative                       | 6       |
|                                     | Inuit Ataqatigiit                   | 1       |
|                                     | Naleraq                             | 1       |
|                                     | Parti citoyen                       | 1       |
|                                     | Parti social-démocrate              | 1       |
|                                     | Parti de l'union                    | 1       |
| Total de députés membres de groupes | Total de députés membres de groupes | 174     |
|                                     | Indépendants                        | 5       |
| Total des sièges                    | Total des sièges                    | 179     |

## Liste
| Député                     | Circonscription        | Groupe | Groupe                                                                                 |
| -------------------------- | ---------------------- | ------ | -------------------------------------------------------------------------------------- |
| Kim Aas                    | Funen                  |        | Social-démocratie                                                                      |
| Mette Abildgaard           | Seeland du Nord        |        | Parti populaire conservateur                                                           |
| Karina Adsbøl              | Jutland du Sud         |        | Démocrates danois                                                                      |
| Sigurd Agersnap            | Banlieue de Copenhague |        | Parti populaire socialiste                                                             |
| Alex Ahrendtsen            | Funen                  |        | Parti populaire danois                                                                 |
| Yildiz Akdogan             | Copenhague             |        | Social-démocratie                                                                      |
| Carl Andersen              | Jutland du Sud         |        | Alliance libérale                                                                      |
| Hans Andersen              | Seeland du Nord        |        | Venstre                                                                                |
| Helena Andresen            | Jutland du Sud         |        | Alliance libérale                                                                      |
| Kim Edberg Andersen        | Jutland du Sud         |        | La Nouvelle Droite (2022-2024) Indépendant (2024) Démocrates danois (depuis 2024)      |
| Kirsten Normann Andersen   | Jutland de l'Est       |        | Parti populaire socialiste                                                             |
| Theresa Berg Andersen      | Jutland du Nord        |        | Parti populaire socialiste                                                             |
| Ida Auken                  | Copenhague             |        | Social-démocratie                                                                      |
| Carsten Bach               | Jutland du Nord        |        | Alliance libérale                                                                      |
| Christian Friis Bach       | Jutland du Nord        |        | Parti social-libéral (2022-2024) Venstre (depuis 2024)                                 |
| Heidi Bank                 | Jutland de l'Est       |        | Venstre                                                                                |
| Lisbeth Bech-Nielsen       | Copenhague             |        | Parti populaire socialiste                                                             |
| Lise Bech                  | Jutland du Nord        |        | Démocrates danois                                                                      |
| Kaare Dybvad Bek           | Seeland                |        | Social-démocratie                                                                      |
| Lise Bertelsen             | Jutland de l'Ouest     |        | Parti populaire conservateur                                                           |
| Anne Valentina Berthelsen  | Seeland                |        | Parti populaire socialiste                                                             |
| Marianne Bigum             | Seeland du Nord        |        | Parti populaire socialiste                                                             |
| Marie Bjerre               | Jutland du Nord        |        | Venstre                                                                                |
| Mikkel Bjørn               | Funen                  |        | La Nouvelle Droite (2022-2023) Parti populaire danois (depuis 2023)                    |
| Morten Bødskov             | Banlieue de Copenhague |        | Social-démocratie                                                                      |
| Kristian Bøgsted           | Jutland du Nord        |        | Démocrates danois                                                                      |
| Erling Bonnesen            | Funen                  |        | Venstre                                                                                |
| Helle Bonnesen             | Copenhague             |        | Parti populaire conservateur                                                           |
| Trine Bramsen              | Funen                  |        | Social-démocratie                                                                      |
| Bjørn Brandenborg          | Funen                  |        | Social-démocratie                                                                      |
| Lars-Christian Brask       | Seeland                |        | Alliance libérale                                                                      |
| Louise Brown               | Jutland de l'Est       |        | Alliance libérale                                                                      |
| Jeppe Bruus                | Banlieue de Copenhague |        | Social-démocratie                                                                      |
| Helene Brydensholt         | Seeland du Nord        |        | L'Alternative                                                                          |
| Astrid Carøe               | Seeland                |        | Parti populaire socialiste                                                             |
| Aaja Chemnitz Larsen       | Groenland              |        | Inuit Ataqatigiit                                                                      |
| Peter Seier Christensen    | Seeland                |        | La Nouvelle Droite (2022-2024) Indépendant (depuis 2024)                               |
| Henrik Dahl                | Jutland du Sud         |        | Alliance libérale                                                                      |
| Jens Henrik Thulesen Dahl  | Funen                  |        | Démocrates danois                                                                      |
| Morten Dahlin              | Seeland                |        | Venstre                                                                                |
| Thomas Danielsen           | Jutland de l'Ouest     |        | Venstre                                                                                |
| Katrine Daugaard           | Funen                  |        | Alliance libérale                                                                      |
| Karina Lorentzen Dehnhardt | Jutland du Sud         |        | Parti populaire socialiste                                                             |
| Pelle Dragsted             | Copenhague             |        | Liste de l'unité                                                                       |
| Maria Durhuus              | Banlieue de Copenhague |        | Social-démocratie                                                                      |
| Pia Olsen Dyhr             | Copenhague             |        | Parti populaire socialiste                                                             |
| Louise Schack Elholm       | Seeland                |        | Venstre                                                                                |
| Jakob Ellemann-Jensen      | Jutland de l'Est       |        | Venstre                                                                                |
| Karen Ellemann             | Banlieue de Copenhague |        | Venstre                                                                                |
| Tobias Elmstrøm            | Jutland de l'Est       |        | Modérés                                                                                |
| Sara Emil Baaring          | Funen                  |        | Social-démocratie                                                                      |
| Jakob Engel-Schmidt        | Seeland du Nord        |        | Modérés                                                                                |
| Benny Engelbrecht          | Jutland du Sud         |        | Social-démocratie                                                                      |
| Rosa Eriksen               | Funen                  |        | Modérés                                                                                |
| Søren Espersen             | Jutland du Sud         |        | Démocrates danois                                                                      |
| Camilla Fabricius          | Jutland de l'Est       |        | Social-démocratie                                                                      |
| Anna Falkenberg            | Îles Féroé             |        | Parti de l'union                                                                       |
| Sascha Faxe                | Seeland                |        | L'Alternative                                                                          |
| Dennis Flydtkjær           | Jutland de l'Ouest     |        | Démocrates danois                                                                      |
| Mike Fonseca               | Seeland                |        | Modérés (2022-2023) Indépendant (depuis 2023)                                          |
| Henrik Frandsen            | Jutland du Sud         |        | Modérés                                                                                |
| Mette Frederiksen          | Jutland du Nord        |        | Social-démocratie                                                                      |
| Steffen Frølund            | Seeland du Nord        |        | Alliance libérale                                                                      |
| Mads Fuglede               | Jutland de l'Ouest     |        | Venstre (2022-2024) Démocrates danois (depuis 2024)                                    |
| Karin Gaardsted            | Jutland de l'Ouest     |        | Social-démocratie                                                                      |
| Søren Gade                 | Jutland de l'Ouest     |        | Venstre                                                                                |
| Torsten Gejl               | Jutland de l'Est       |        | L'Alternative                                                                          |
| Mette Gjerskov             | Seeland                |        | Social-démocratie                                                                      |
| Nanna Gotfredsen           | Copenhague             |        | Modérés                                                                                |
| Jette Gottlieb             | Copenhague             |        | Liste de l'unité                                                                       |
| Fie Hækkerup               | Seeland du Nord        |        | Social-démocratie                                                                      |
| Ane Halsboe-Jørgensen      | Jutland du Nord        |        | Social-démocratie                                                                      |
| Charlotte Bagge Hansen     | Seeland                |        | Modérés                                                                                |
| Niels Flemming Hansen      | Jutland du Sud         |        | Parti populaire conservateur                                                           |
| Marlene Harpsøe            | Seeland du Nord        |        | Démocrates danois                                                                      |
| Peter Have                 | Jutland de l'Est       |        | Modérés                                                                                |
| Preben Bang Henriksen      | Jutland du Nord        |        | Venstre                                                                                |
| Magnus Heunicke            | Seeland                |        | Social-démocratie                                                                      |
| Aki-Matilda Høegh-Dam      | Groenland              |        | Siumut (2022-2025) Naleraq (depuis 2025)                                               |
| Karsten Hønge              | Funen                  |        | Parti populaire socialiste                                                             |
| Peter Hummelgaard          | Copenhague             |        | Social-démocratie                                                                      |
| Per Husted                 | Jutland du Nord        |        | Social-démocratie                                                                      |
| Peder Hvelplund            | Jutland du Nord        |        | Liste de l'unité                                                                       |
| Sólbjørg Jakobsen          | Jutland du Nord        |        | Alliance libérale                                                                      |
| Rasmus Jarlov              | Banlieue de Copenhague |        | Parti populaire conservateur                                                           |
| Kris Jensen Skriver        | Jutland du Sud         |        | Social-démocratie                                                                      |
| Jacob Jensen               | Seeland                |        | Venstre                                                                                |
| Leif Lahn Jensen           | Jutland de l'Est       |        | Social-démocratie                                                                      |
| Michael Aastrup Jensen     | Jutland de l'Est       |        | Venstre                                                                                |
| Mogens Jensen              | Jutland de l'Ouest     |        | Social-démocratie                                                                      |
| Thomas Jensen              | Jutland de l'Ouest     |        | Social-démocratie                                                                      |
| Thomas Skriver Jensen      | Funen                  |        | Social-démocratie                                                                      |
| Brigitte Klintskov Jerkel  | Seeland                |        | Parti populaire conservateur                                                           |
| Susie Jessen               | Seeland                |        | Démocrates danois                                                                      |
| Jens Joel                  | Jutland de l'Est       |        | Social-démocratie                                                                      |
| Dan Jørgensen              | Funen                  |        | Social-démocratie                                                                      |
| Jan E. Jørgensen           | Copenhague             |        | Venstre                                                                                |
| Peter Juel-Jensen          | Bornholm               |        | Venstre                                                                                |
| Mona Juul                  | Jutland de l'Est       |        | Parti populaire conservateur                                                           |
| Betina Kastbjerg           | Jutland de l'Ouest     |        | Démocrates danois                                                                      |
| Mette Kierkgaard           | Jutland du Sud         |        | Modérés                                                                                |
| Pia Kjærsgaard             | Seeland                |        | Parti populaire danois                                                                 |
| Kristian Klarskov          | Jutland du Nord        |        | Modérés                                                                                |
| Morten Klessen             | Jutland du Nord        |        | Social-démocratie                                                                      |
| Peter Kofod                | Jutland du Sud         |        | Parti populaire danois                                                                 |
| Simon Kollerup             | Jutland du Nord        |        | Social-démocratie                                                                      |
| Astrid Krag                | Seeland                |        | Social-démocratie                                                                      |
| Anders Kronborg            | Jutland du Sud         |        | Social-démocratie                                                                      |
| Rasmus Horn Langhoff       | Seeland                |        | Social-démocratie                                                                      |
| Malte Larsen               | Jutland de l'Est       |        | Social-démocratie                                                                      |
| Per Larsen                 | Jutland du Nord        |        | Parti populaire conservateur                                                           |
| Steffen Larsen             | Copenhague             |        | Alliance libérale                                                                      |
| Tanja Larsson              | Seeland                |        | Social-démocratie                                                                      |
| Bjarne Laustsen            | Jutland du Nord        |        | Social-démocratie                                                                      |
| Martin Lidegaard           | Seeland du Nord        |        | Parti social-libéral                                                                   |
| Lars Christian Lilleholt   | Funen                  |        | Venstre                                                                                |
| Karin Liltorp              | Jutland de l'Est       |        | Modérés (2022-2025) Indépendant (2025) L'Alternative (depuis 2025)                     |
| Annette Lind               | Jutland de l'Ouest     |        | Social-démocratie                                                                      |
| Stinus Lindgreen           | Banlieue de Copenhague |        | Parti social-libéral                                                                   |
| Sofie Lippert              | Jutland de l'Est       |        | Parti populaire socialiste                                                             |
| Sophie Løhde               | Seeland du Nord        |        | Venstre                                                                                |
| Rasmus Lund-Nielsen        | Copenhague             |        | Modérés                                                                                |
| Rosa Lund                  | Copenhague             |        | Liste de l'unité                                                                       |
| Trine Pertou Mach          | Seeland                |        | Liste de l'unité                                                                       |
| Christian Rabjerg Madsen   | Jutland du Sud         |        | Social-démocratie                                                                      |
| Jacob Mark                 | Seeland                |        | Parti populaire socialiste                                                             |
| Lars Boje Mathiesen        | Jutland de l'Est       |        | La Nouvelle Droite (2022-2023) Indépendant (2023-2024) Parti citoyen (depuis 2024)     |
| Anni Matthiesen            | Jutland du Sud         |        | Venstre                                                                                |
| Jens Meilvang              | Jutland de l'Est       |        | Alliance libérale                                                                      |
| Christoffer Aagaard Melson | Jutland du Sud         |        | Venstre                                                                                |
| Mai Mercado                | Funen                  |        | Parti populaire conservateur                                                           |
| Morten Messerschmidt       | Banlieue de Copenhague |        | Parti populaire danois                                                                 |
| Charlotte Broman Mølbak    | Jutland de l'Est       |        | Parti populaire socialiste                                                             |
| Henrik Møller              | Seeland du Nord        |        | Social-démocratie                                                                      |
| Thomas Monberg             | Jutland de l'Est       |        | Social-démocratie                                                                      |
| Flemming Møller Mortensen  | Jutland du Nord        |        | Social-démocratie                                                                      |
| Charlotte Munch            | Banlieue de Copenhague |        | Démocrates danois                                                                      |
| Signe Munk                 | Jutland de l'Ouest     |        | Parti populaire socialiste                                                             |
| Frederik Bloch Münster     | Jutland du Sud         |        | Parti populaire conservateur                                                           |
| Samira Nawa                | Copenhague             |        | Parti social-libéral                                                                   |
| Sofie Carsten Nielsen      | Banlieue de Copenhague |        | Parti social-libéral                                                                   |
| Ole Birk Olesen            | Copenhague             |        | Alliance libérale                                                                      |
| Mads Olsen                 | Seeland                |        | Parti populaire socialiste                                                             |
| Christina Olumeko          | Copenhague             |        | L'Alternative                                                                          |
| Anne Paulin                | Jutland de l'Est       |        | Social-démocratie                                                                      |
| Kenneth Fredslund Pedersen | Jutland du Sud         |        | Démocrates danois                                                                      |
| Torsten Schack Pedersen    | Jutland du Nord        |        | Venstre                                                                                |
| Jesper Petersen            | Jutland du Sud         |        | Social-démocratie                                                                      |
| Søren Pape Poulsen         | Jutland de l'Ouest     |        | Parti populaire conservateur                                                           |
| Troels Lund Poulsen        | Jutland de l'Est       |        | Venstre                                                                                |
| Matilde Powers             | Seeland du Nord        |        | Social-démocratie                                                                      |
| Rasmus Prehn               | Jutland du Nord        |        | Social-démocratie                                                                      |
| Dina Raabjerg              | Jutland de l'Ouest     |        | Parti populaire conservateur                                                           |
| Lars Løkke Rasmussen       | Seeland                |        | Modérés                                                                                |
| Søren Egge Rasmussen       | Jutland de l'Est       |        | Liste de l'unité                                                                       |
| Mette Reissmann            | Copenhague             |        | Social-démocratie                                                                      |
| Katrine Robsøe             | Jutland de l'Est       |        | Parti social-libéral                                                                   |
| Lotte Rod                  | Jutland du Sud         |        | Parti social-libéral                                                                   |
| Mohammad Rona              | Jutland du Nord        |        | Modérés                                                                                |
| Franciska Rosenkilde       | Copenhague             |        | L'Alternative                                                                          |
| Pernille Rosenkrantz-Theil | Copenhague             |        | Social-démocratie                                                                      |
| Kasper Roug                | Seeland                |        | Social-démocratie                                                                      |
| Monika Rubin               | Copenhague             |        | Modérés                                                                                |
| Alexander Ryle             | Copenhague             |        | Alliance libérale                                                                      |
| Kasper Sand Kjær           | Banlieue de Copenhague |        | Social-démocratie                                                                      |
| Sandra Skalvig             | Seeland                |        | Alliance libérale                                                                      |
| Theresa Scavenius          | Jutland du Nord        |        | L'Alternative (2022-2023) Indépendant (depuis 2023)                                    |
| Hans Christian Schmidt     | Jutland du Sud         |        | Venstre                                                                                |
| Sjúrður Skaale             | Îles Féroé             |        | Parti social-démocrate                                                                 |
| Peter Skaarup              | Seeland                |        | Démocrates danois                                                                      |
| Hans Kristian Skibby       | Jutland de l'Est       |        | Démocrates danois                                                                      |
| Jeppe Søe                  | Jutland de l'Ouest     |        | Modérés (2022-2024) Indépendant (depuis 2024)                                          |
| Linea Søgaard-Lidell       | Copenhague             |        | Venstre                                                                                |
| Søren Søndergaard          | Banlieue de Copenhague |        | Liste de l'unité                                                                       |
| Zenia Stampe               | Seeland                |        | Parti social-libéral                                                                   |
| Jon Stephensen             | Copenhague             |        | Modérés (2022-2023) Indépendant (depuis 2023)                                          |
| Leila Stockmarr            | Copenhague             |        | Liste de l'unité                                                                       |
| Inger Støjberg             | Jutland du Nord        |        | Démocrates danois                                                                      |
| Rasmus Stoklund            | Seeland du Nord        |        | Social-démocratie                                                                      |
| Mattias Tesfaye            | Banlieue de Copenhague |        | Social-démocratie                                                                      |
| Mette Thiesen              | Seeland du Nord        |        | La Nouvelle Droite (2022) Indépendant (2022-2023) Parti populaire danois (depuis 2023) |
| Frederik Vad               | Seeland                |        | Social-démocratie                                                                      |
| Carl Valentin              | Copenhague             |        | Parti populaire socialiste                                                             |
| Kim Valentin               | Banlieue de Copenhague |        | Venstre                                                                                |
| Alex Vanopslagh            | Jutland de l'Est       |        | Alliance libérale                                                                      |
| Victoria Velásquez         | Funen                  |        | Liste de l'unité                                                                       |
| Pernille Vermund           | Jutland du Sud         |        | La Nouvelle Droite (2022-2024) Indépendant (2024) Parti populaire danois (depuis 2024) |
| Mai Villadsen              | Seeland du Nord        |        | Liste de l'unité                                                                       |
| Birgitte Vind              | Jutland du Sud         |        | Social-démocratie                                                                      |
| Nicolai Wammen             | Jutland de l'Est       |        | Social-démocratie                                                                      |
| Lea Wermelin               | Bornholm               |        | Social-démocratie                                                                      |
| Gunvor Wibroe              | Banlieue de Copenhague |        | Social-démocratie                                                                      |
| Nick Zimmermann            | Jutland de l'Est       |        | Parti populaire danois                                                                 |

## Mandats clos en cours de législature
| Circonscription        | Député                     | Député | Député                       | Raison                         | Date             | Remplaçant             | Remplaçant | Remplaçant                   |
| ---------------------- | -------------------------- | ------ | ---------------------------- | ------------------------------ | ---------------- | ---------------------- | ---------- | ---------------------------- |
| Banlieue de Copenhague | Karen Ellemann             |        | Venstre                      | Démission                      | 14 novembre 2022 | Kim Valentin           |            | Venstre                      |
| Jutland du Nord        | Kristian Klarskov          |        | Modérés                      | Démission                      | 23 novembre 2022 | Mohammad Rona          |            | Modérés                      |
| Banlieue de Copenhague | Sofie Carsten Nielsen      |        | Parti social-libéral         | Démission                      | 1er mai 2023     | Stinus Lindgreen       |            | Parti social-libéral         |
| Seeland                | Mette Gjerskov             |        | Social-démocratie            | Décès                          | 13 juin 2023     | Tanja Larsson          |            | Social-démocratie            |
| Jutland de l'Est       | Jakob Ellemann-Jensen      |        | Venstre                      | Démission                      | 23 octobre 2023  | Heidi Bank             |            | Venstre                      |
| Banlieue de Copenhague | Kasper Sand Kjær           |        | Social-démocratie            | Démission                      | 2 novembre 2023  | Gunvor Wibroe          |            | Social-démocratie            |
| Jutland de l'Ouest     | Annette Lind               |        | Social-démocratie            | Démission                      | 1er mars 2024    | Karin Gaardsted        |            | Social-démocratie            |
| Jutland de l'Ouest     | Søren Pape Poulsen         |        | Parti populaire conservateur | Décès                          | 3 mars 2024      | Dina Raabjerg          |            | Parti populaire conservateur |
| Jutland du Sud         | Niels Flemming Hansen      |        | Parti populaire conservateur | Élection au Parlement européen | 26 juin 2024     | Frederik Bloch Münster |            | Parti populaire conservateur |
| Jutland du Sud         | Henrik Dahl                |        | Alliance libérale            | Élection au Parlement européen | 26 juin 2024     | Carl Andersen          |            | Alliance libérale            |
| Copenhague             | Jette Gottlieb             |        | Liste de l'unité             | Démission                      | 31 octobre 2024  | Leila Stockmarr        |            | Liste de l'unité             |
| Seeland                | Jacob Mark                 |        | Parti populaire socialiste   | Démission                      | 30 novembre 2024 | Mads Olsen             |            | Parti populaire socialiste   |
| Jutland du Nord        | Rasmus Prehn               |        | Social-démocratie            | Démission                      | 28 février 2025  | Morten Klessen         |            | Social-démocratie            |
| Copenhague             | Pernille Rosenkrantz-Theil |        | Social-démocratie            | Démission                      | 19 mai 2025      | Yildiz Akdogan         |            | Social-démocratie            |